# W51T
W51T（だぶりゅーごーいちてぃー）は、東芝、および東芝モバイルコミュニケーション社（現・FCNT）が開発した、auブランドを展開するKDDIおよび沖縄セルラー電話のCDMA 1X WIN対応携帯電話である。2007年2月9日より順次発売。
au向けの東芝製端末としては、初めてワンセグに対応した端末でもある。

## 特徴
外見的にはW44T、機能的にはW45Tをベースにしている。2007年春モデルの中ではフラッグシップモデルのW52Tに対して、スタンダード端末の位置付けにある。W44Tと違いサブディスプレイも搭載している。機能面ではW45Tをベースに、ワンセグ放送やデジタルラジオに加え、LISMO!ビデオクリップなどのサービスに対応している。ただし、EZ FeliCaやBluetoothには非対応。3Dグラフィックアクセラレータは「MOBILE TURBO T4G」から進化した「MOBILE TURBO T5GP」が搭載されている。後にW52T、W53T、W54Tにも搭載された。カメラは東芝製CDMA 1X WIN端末ではW52Tとともに初めてオートフォーカスに対応している。
なお、後発のW62T、W64Tには同一の電池パック（5523UAA）が使用されている。

## 対応サービス
- au Smart Sports（アプリのダウンロードが必要）
- au LISTEN MOBILE SERVICE
- PCサイトビューアー
- 着うたフル
- 着うた
- au Media Tuner（ワンセグ・デジタルラジオ・EZチャンネルプラス）
- EZ・FM
- EZナビウォーク
- EZ助手席ナビ（3Dナビ対応）
- EZチャンネル
- EZアプリ (BREW)（オープンアプリプレイヤー非対応）
- LISMOビデオクリップ
- 安心ナビ
- EZチャンネルプラス
- EZニュースフラッシュ
- デコレーションメール
- 緊急通報位置通知

## 沿革
- 2012年（平成24年）7月22日 - L800MHz（旧800MHz帯・CDMA Banclass 3）帯エリアによる音声・通信サービスの停波によりそれ以降は2GHz（CDMA Bandclass 6）帯エリアの各音声・通信サービスで利用する事となる。
- 2022年3月31日 - 同キャリアにおける3Gサービスの完全終了・停波により、当機種は全て使用不可となる[1][2]。